# Armoriale dei comuni della provincia di Foggia

Stemma della Provincia di Foggia

Questa pagina contiene le armi (stemmi e blasonature) dei comuni della provincia di Foggia.
| Stemma                                                   | Comune e blasonatura | Gonfalone e/o Bandiera                                                                   |
| -------------------------------------------------------- | --- | ---------------------------------------------------------------------------------------- |
|                                                          | Accadia |                                                                                          |
|                                                          | Alberona |                                                                                          |
|                                                          | Anzano di Puglia Di colore azzurro è rappresentato da un tempio di architettura greca, visto di fronte, con quattro colonne doriche, fondate sul crepidoma di tre scalini, le colonne cimate dell'architrave sostenute in fregio scanalato cimato dal frontone ornato da tre acroteri, il tutto d'argento e attraversante la banda effigiante la strada consolare romana con i basoli di grigio naturale più scuro. Gonfalone: Drappo di bianco. D.P.R. del 30 agosto 2000 |                                                                                          |
|                                                          | Apricena Troncato: il primo, d'azzurro, all'alta coppa doppiamente ansata, fondata sulla linea di partizione, d'argento, sostenuta da due leoni, nascenti della detta linea, d'oro, linguati e allumati di rosso, poggianti il leone posto a destra la zampa destra sul piede della coppa e la zampa sinistra sulla coppa sotto l'ansa, il leone posto a sinistra la zampa sinistra sul detto piede e la zampa destra sulla coppa sotto l'ansa; il secondo, di rosso, al cinghiale di nero, armato d'argento, allumato di rosso. Sotto lo scudo, su lista bifida e svolazzante d'azzurro, il motto, in lettere maiuscole di oro: CENA DAT ET APER NOMEN TIBI APRICENA. Ornamenti da Città. Gonfalone: Drappo di bianco con la bordatura di azzurro, riccamente ornato di ricami d'oro e caricato dallo stemma sopra descritto con la iscrizione centrata d'oro, recante la denominazione della Città. Le parti di metallo ed i cordoni sono dorati. D.P.R. del 13 giugno 2002 |                                                                                          |
|                                                          | Ascoli Satriano Di azzurro, al leone rivoltato, coronato, d'oro, allumato e linguato di rosso, tenente con la zampa anteriore sinistra la spada di argento, posta in sbarra abbassata, con la zampa anteriore destra il compasso aperto di argento, posto in banda, esso leone poggiante la zampa posteriore destra sul colle all'italiana di verde, fondato in punta, esso colle unito a due simili colli all'italiana di verde, più esigui, ugualmente fondati. Sotto lo scudo, su lista bifida e svolazzante di azzurro, le lettere maiuscole di nero, puntate, S P Q A. Ornamenti esteriori da Città. Gonfalone: Drappo di giallo con la bordatura di azzurro… D.P.R. del 25 gennaio 2005 |                                                                                          |
|                                                          | Biccari Trinciato di verde e d'oro, alla figura femminile di carnagione, vestita d'azzurro, con la stola di rosso, sostenente con la mano destra delle spighe di grano e con la sinistra una felce, sul tutto. Gonfalone: Drappo azzurro ornato di frange dorate e caricato dello stemma con sopra l'iscrizione in oro "COMUNE DI BICCARI". |                                                                                          |
| Stemma precedentemente in uso                            | Bovino Di azzurro, al bue rivoltato, d'argento, cornato e unghiato di nero, fermo sulla pianura di verde, con gli arti attraversanti, sormontato dalla Vittoria alata, rivoltata, volante in fascia, di carnagione, con le ali d'argento, capelluta di nero, vestita d'argento, tenente con entrambe le mani il serto di alloro, di verde. Sotto lo scudo su lista bifida e svolazzante di azzurro, il motto, in lettere maiuscole d'oro: MERUI SUDORE CORONAM. Ornamenti esteriori da Comune D.P.R. del 22 settembre 2014 Gonfalone: Drappo troncato di verde e di azzurro, riccamente ornato di ricami d'argento e caricato dallo stemma sopra descritto con la iscrizione centrata in argento, recante la denominazione del Comune. Sotto le fronde, l'acronimo S.P.Q.V. scritto con lettere maiuscole d'argento, puntate dello stesso. Le parti di metallo ed i cordoni saranno argentati. L'asta verticale sarà ricoperta di velluto dei colori del drappo, alternati, con bullette argentate poste a spirale. Nella freccia sarà rappresentato lo stemma del Comune e sul gambo inciso il nome. Cravatta con nastri tricolorati dai colori nazionali frangiati d'argento. | Gonfalone precedentemente in uso Gonfalone con attributi di città precedentemente in uso |
|                                                          | Cagnano Varano Gonfalone: Drappo partito di bianco e di rosso. D.C.G. del 6 settembre 1935 |                                                                                          |
|                                                          | Candela Stemma coronato che rappresenta la figura naturale di un'aquila dorata con le ali semiaperte, reggentesi sulla zampa sinistra e stringente nell'artiglio un manipolo di spighe di grano; la zampa destra, sollevata di lato quasi ad angolo retto, regge diritta nell'artiglio una fiaccola accesa tanto da sembrare di imprimere a tutto il corpo la posizione di passante con lo sguardo, invece, rivoltato. Tutta la figura di cui sopra poggia su uno sfondo o campo di smalto azzurro circoscritto da uno scudo sagomato con sottile bordura. Lo scudo, a sua volta, è sormontato da una corona turrita di città, formata da un cerchio visibilmente aperto dal di sotto, con una porta centrale visibile nel muro; sopra questo una cordonata sostiene cinque torri merlate (visibili) riunite da quattro cortine di mura, pure merlate. La base dello scudo è ornata da un nastro annodato al centro a fiocco, in modo da formare due cocche con i relativi due lembi svolazzanti verso il basso e appoggiati alla base di due ramoscelli passanti ed incrociantisi nell'annodatura e salenti, a loro volta, lungo i lati dello scudo. Quello alla destra dello scudo stesso raffigura un ramoscello di alloro, quello alla sinistra, uno di quercia. Gonfalone: Drappo di azzurro. |                                                                                          |
|                                                          | Carapelle Scudo sannitico sormontato da corona di comune e consueti rami ornamentali. Diviso in bande orizzontali, nel riquadro di sinistra è raffigurato un aratro, in quello a destra una spiga di grano (essendo il territorio originario una colonia agricola), entrambi alternati da riquadri azzurro e rosso, nella parte bassa dello stemma figura il ponte col piccolo fiume omonimo che scorre nel territorio. |                                                                                          |
|                                                          | Carlantino D'azzurro, alla croce di Tolosa d'argento. Ornamenti esteriori da Comune. D.P.R. del 12 maggio 1970 Gonfalone: Drappo partito di bianco e di azzurro… |                                                                                          |
|                                                          | Carpino |                                                                                          |
| Stemma in uso dal Comune                                 | Casalnuovo Monterotaro D'oro, alla torre di rosso a due piani, merlata alla guelfa, terrazzata di verde. Ornamenti esteriori da Comune. D.P.R. del 17 ottobre 1961 Gonfalone: drappo partito di rosso e di giallo… | Gonfalone in uso dal Comune                                                              |
|                                                          | Casalvecchio di Puglia |                                                                                          |
|                                                          | Castelluccio Valmaggiore |                                                                                          |
|                                                          | Castelluccio dei Sauri |                                                                                          |
|                                                          | Castelnuovo della Daunia Scudo incrociato con decorazioni e la raffigurazione di un castello con alberi sullo sfondo del cielo, sovrastato da corona di marchese con ornamento di rami d'ulivo. |                                                                                          |
|                                                          | Celenza Valfortore |                                                                                          |
|                                                          | Celle di San Vito In basso tre monti in campo verde, sormontati da corpo di Icone con testa di fanciulla. All'altezza del viso della fanciulla una mezza luna, in alto al corpo di leone tre stelle con sei punte. Gonfalone: Drappo partito di giallo e di verde. |                                                                                          |
|                                                          | Cerignola Lo stemma comunale riproduce una cicogna che spezza un serpente, in ricordo della leggenda che narra la salvezza della città ad opera delle cicogne durante un'invasione di serpenti. I due terzi superiori dello sfondo sono celesti, ad indicare il cielo limpido, mentre il terzo inferiore è giallo, ad indicare il frumento, il principale prodotto dell'agricoltura cerignolana. Lo stemma è quello concesso da Vittorio Emanuele III con Regio Decreto in data 3 gennaio 1943, modificato con decreto del Presidente della Repubblica in data 24 febbraio 2000 a seguito della concessione del titolo di città. Gonfalone: Il gonfalone è costituito da un drappo quadrangolare riccamente ornato con frange dorate e diviso in due bande orizzontali blu e gialla che riprendono i colori della città; caricato dello stemma cittadino suindicato, presenta l'iscrizione centrata (convessa verso l'alto): CITTÀ DI CERIGNOLA. Due bullette dorate sono poste a spirale su entrambi i lati mentre sulla sommità è collocata una freccia decorata con un fregio; quest'ultima presenta una cravatta frangiata tricolore che riporta lo stemma della Repubblica Italiana. |                                                                                          |
|                                                          | Chieuti Gonfalone: Drappo di rosso… |                                                                                          |
|                                                          | Deliceto |                                                                                          |
|                                                          | Faeto |                                                                                          |
| Versione aulica                                          | Foggia D'argento, a tre fiammate guizzanti dalla superficie del mare e in questo specchiantisi, il tutto al naturale. Decreto del 3 giugno 1941 Gonfalone (in uso e antico): drappo troncato di azzurro e di rosso… Gonfalone (storico): drappo troncato di azzurro e di rosso, bordato di porpora… | Gonfalone antico Gonfalone storico                                                       |
|                                                          | Ischitella |                                                                                          |
|                                                          | Isole Tremiti |                                                                                          |
|                                                          | Lesina Lo stemma è una derivazione dello stemma della real casa dell'annunziata di Napoli con l'aggiunta di due pesci e delle spighe di frumento; la parte superiore di color porpora con croce in argento, la parte inferiore di color oro con su scritto A.G.P. (Ave Gratia Plena) su due pesci e delle spighe di frumento verso i lati. |                                                                                          |
|                                                          | Lucera D'azzurro al leone passante al naturale su una campagna di verde tenente nella branca anteriore destra una banderuola con l'effige della Vergine Assunta avente nelle braccia Gesù Bambino, sormontato da una fascia di argento con la sigla S.P.Q.L. D.C.G. del 6 settembre 1935 |                                                                                          |
|                                                          | Manfredonia Campo di cielo al vescovo Lorenzo visto di profilo, con il viso di carnagione, il capo coperto dalla mitra d'argento, tenente con la mano destra non visibile il pastorale d'oro, posto in banda, il Vescovo vestito con l'ampia tunica di rosso, cavalcando il cavallo d'argento, imbrigliato di nero passante sul ponte di tre archi a tutto sesto, di rosso murato di nero, uscente dai fianchi e fondato sullo specchio d'acqua di azzurro, fluttuoso di argento, fondato in punta, caricato in punta dal drago di due zampe, di verde. Sotto lo scudo su lista bifida e svolazzante di azzurro, le lettere maiuscole S.P.Q.S. d'oro. D.P.R. dell'8 maggio 1996 Gonfalone: drappo di bianco bordato di azzurro… |                                                                                          |
|                                                          | Mattinata Tagliato alla sbarra d'argento sulla partizione, caricato della scrittura in caratteri lapidari di nero: “LUX VERA ILLUMINET”; il primo d'azzurro, al mare al naturale ondato d'argento, nascente dalla punta e sormontato dal sole raggiante d'oro; il secondo campo di cielo all'albero d'olivo, nodrito su terreno il tutto al naturale. Ornamenti esteriori da Comune. D.P.R. del 29 settembre 1958 ed iscritto nel Registro Araldico dell'Archivio Centrale dello Stato il 1º dicembre 1958 Gonfalone: Drappo partito di bianco e d'azzurro riccamente ornato di ricami d'argento e caricato dello stemma sopra descritto con l'iscrizione centrata in argento: COMUNE DI MATTINATA. Le parti di metallo ed i cordoni saranno argentati. L'asta verticale sarà ricoperta di velluto dai colori del drappo, con bullette argentate poste a spirale. Nella freccia sarà rappresentato lo stemma del Comune e sul gambo inciso il mare. Cravatta e nastri tricolorati dai colori frangiati d'argento. |                                                                                          |
|                                                          | Monte Sant'Angelo |                                                                                          |
|                                                          | Monteleone di Puglia D'azzurro, al leone d'oro, linguato e allumato di rosso, con gli arti anteriori posti in banda, nascente dal colle all'italiana di verde, fondato in punta, esso colle unito ad altri due simili colli, più stretti e più bassi, ugualmente fondati, uno a destra, l'altro a sinistra, di verde. Ornamenti esteriori da Comune. D.P.R. del 23 novembre 1998 Gonfalone: Drappo di giallo con la bordatura di verde, riccamente ornato di ricami d'argento e caricato dallo stemma comunale con la iscrizione centrata in argento, recante la denominazione del Comune. Le parti di metallo ed i cordoni saranno argentati. L'asta verticale sarà ricoperta di velluto dei colori del drappo, alternati, con bullette argentate poste a spirale. Nella freccia sarà rappresentato lo stemma del Comune e sul gambo inciso il nome. Cravatta con nastri ricolorati dai colori nazionali frangiati d'argento. |                                                                                          |
|                                                          | Motta Montecorvino |                                                                                          |
| Stemma in uso con il fondo argento                       | Ordona D'azzurro, all'albero di ulivo d'oro, accollato ad una vite al naturale, fruttata di tre pampinata di tre, accantonata nel canton destro del capo da due daghe d'argento poste in decusse e in quello sinistro da una mitra d'argento. ornamenti esteriori di Comune. Gonfalone: drappo di bianco… |                                                                                          |
|                                                          | Orsara di Puglia Di azzurro, all'orso posto a sinistra, accompagnato dal suo cucciolo, affrontato, entrambi di nero, ritti e con la zampa sinistra alzata, sostenuti dalla pianura d'oro, il tutto addestrato dalla quercia di verde, fustata al naturale, nodrita nella pianura. Ornamenti esteriori da Comune. Gonfalone: Drappo di verde… D.P.R. dell'8 marzo 2006 |                                                                                          |
|                                                          | Orta Nova |                                                                                          |
|                                                          | Panni Di azzurro, al dio Pan in maestà, mezzo uomo, mezzo capro, la parte umana, di carnagione, capelluta e barbuta di nero, cornuta d'oro, la parte caprina di pelame al naturale, gli zoccoli di nero, il dio tenente con la mano destra il bastone, posto in banda alzata, di argento, con la mano sinistra il flauto, d'oro, il dio ritto sul cane di rosso, rivoltato, fermo, sostenuto dalla campagna di verde, i quattro arti attraversanti. Ornamenti esteriori da Comune D.P.R. del 21 ottobre 2005 Gonfalone: Drappo di bianco… |                                                                                          |
|                                                          | Peschici Gonfalone: drappo di azzurro… |                                                                                          |
|                                                          | Pietramontecorvino |                                                                                          |
|                                                          | Poggio Imperiale Un'aquila reale con corona, posata su una cima di montagna, sfondo celeste, riportante in alto su sfondo rosso, due rami: uno di alloro ed uno di quercia legati da un nastro tricolore. Il tutto racchiuso in uno scudo in cima al quale è posta una corona con diademi. Lo stemma è identico a quello del Principe Placido Imperiale fondatore del paese. |                                                                                          |
|                                                          | Rignano Garganico Gonfalone: drappo di giallo con la bordatura di azzurro… |                                                                                          |
|                                                          | Rocchetta Sant'Antonio Di azzurro, al busto di Sant'Antonio Abate, in maestà, il viso e le mani di carnagione, capelluto e barbuto di argento, aureolato d'oro, vestito di nero, tenente con la mano destra il bordone di nero posto in palo e munito di campanella d'argento, tenente con la mano sinistra il libro d'oro visto di taglio e cimato dalla fiamma di rosso, esso busto sostenuto dalla torre di argento, murata di nero, merlata alla guelfa di cinque, finestrata con finestrella tonda di nero, chiusa dello stesso, fondata in punta, sostenuta da due leoni controrampanti, d'oro, linguati e allumati di rosso, ognuno con tre zampe sostenenti la torre e con la quarta zampa sostenuta in punta. Ornamenti esteriori da Comune. D.P.R. del 7 aprile 2003 Gonfalone: Drappo partito di giallo e di rosso. |                                                                                          |
|                                                          | Rodi Garganico |                                                                                          |
|                                                          | Roseto Valfortore D'azzurro, ad un ramoscello di pianta rosacea fiorita di cinque petali. Ornamenti esteriori di Comune. D.P.R. del 4 maggio 1983 Gonfalone: drappo di azzurro… |                                                                                          |
|                                                          | San Giovanni Rotondo Scudo sormontato dalla corona ducale. Il campo dello scudo è a fondo azzurro. Nel capo sono disegnate tre torri merlate alla guelfa su base curva argentata. Al centro è posta la maggiore. Nel centro si erge sul fondato la rotonda del tempio, a cinque colonne, dedicato a San Giovanni Battista, tra il fianco destro e il cantone sinistro della punta è posta una bandiera bianca con croce rossa. nella punta, su fondato verde e giallo tenue, si adagia un agnello con testa eretta. Gonfalone: Drappo bianco rettangolare frangiato alla base, di un metro per due, con fregi laterali verticali in oro in cui campeggia lo stemma comunale con la scritta centrata in oro "Comune di San Giovanni Rotondo". |                                                                                          |
|                                                          | San Marco in Lamis Scudo d'azzurro al leone rampante, con tra le zampe, il libro del Vangelo, nelle cui pagine si leggono queste parole: "Pax tibi Marce Evangelista meus". Il leone poggia i piedi sulla cima di due monti. Lo scudo è contornato da una cornice arabescata, presentante alla sommità due fiorellini. Tutto lo scudo, infine, è sormontato da una corona Gonfalone: Di forma rettangolare. I bordi dei lati più lunghi sono di color cinabro. Il fondo, semiovale, è di color rosa e presenta, nella parte inferiore, una frangia dorata. Il fondo accoglie nella parte centrale lo stemma comunale. Lo stemma è racchiuso tra le scritte semicircolari "MUNICIPIO DI" nella parte superiore e "SAN MARCO IN LAMIS" nella parte inferiore. Sotto quest'ultima scritta è riprodotta un'aquila ad ali spiegate. |                                                                                          |
|                                                          | San Marco la Catola San Marco Evangelista seduto, con ai piedi un leone sdraiato, avente tra le dita della mano destra una penna, e sul palmo della mano sinistra un libro aperto. DCG del 7 novembre 1928 Gonfalone: Drappo partito di azzurro e di verde. DPR del 9 ottobre 1977 |                                                                                          |
|                                                          | San Nicandro Garganico |                                                                                          |
|                                                          | San Paolo di Civitate |                                                                                          |
| Stemma storico Altra raffigurazione dello stemma         | San Severo Campo di cielo alla figura di San Severino in abito sacerdotale, aureolato, cavalcante un cavallo baio dorato, corrente sopra delle nuvole al naturale: il Santo sostenente con la mano destra avanzata l'asta di una bandiera bifida di rosso caricata della croce scorciata d'argento, e la sinistra distesa a protezione della città posta nella punta dello scudo verso sinistra. Ornamenti esteriori da Città. D.C.G. del 5 aprile 1937, modificato con D.P.R. dell'11 settembre 1996 (registrato nei registri dell'Ufficio Araldico il 25 ottobre 1996, Reg. anno 1996, p. 52) Gonfalone: Drappo scaccato di giallo e di rosso, ornato con frange dorate e caricato dello stemma sopra descritto, con l'iscrizione centrata in oro: CITTÀ DI SAN SEVERO. Le parti di metallo ed i nastri saranno dorati. L'asta verticale darà ricoperta di velluto rosso con bullette dorate poste a spirale. Nella freccia sarà rappresentato lo stemma della Città e sul gambo inciso il nome. Cravatta e nastri tricolorati dai colori nazionali, frangiati d'oro. D.C.G. del 5 aprile 1937, modificato con D.P.R. dell'11 settembre 1996 (registrato nei registri dell'Ufficio Araldico il 25 ottobre 1996, Reg. anno 1996, p. 52)                                                           | Altra raffigurazione del gonfalone                                                       |
|                                                          | Sant'Agata di Puglia D'oro, all'effigie di Sant'Agata, il viso, il volo, le mani di carnagione, cappelluta di nero, aureolata di nero, tenente con la mano destra il piatto di nero con i due seni di carnagione, con la mano sinistra la palma del martirio, di verde, posta in sbarra, la Santa vestita d'azzurro, ammantata di rosso, sostenuta dalla pianura diminuita, di verde. Ornamenti esteriori di Comune. Gonfalone: Drappo di azzurro con la bordatura di giallo e caricato dello stemma sopra descritto con la iscrizione centrata in argento, recante la denominazione del comune. D.P.R. del 4 ottobre 2001 |                                                                                          |
|                                                          | Serracapriola |                                                                                          |
| Stemma secondo decreto ma non in uso da parte del Comune | Stornara D'argento, al grappolo d'uva di nero, pampinato di due di verde; accompagnato sotto da un fascio di spighe di grano al naturale e da un ramo di ulivo di verde, fruttato, passanti in decusse. Ornamenti esteriori da Comune. D.P.R. del 16 marzo 1956, registrato alla Corte dei conti il 9 maggio 1956, trascritto nel Registro araldico dell'Archivio Centrale dello Stato il 30 giugno 1956 Gonfalone: drappo troncato di verde e di bianco… | Gonfalone secondo decreto ma non in uso da parte del Comune                              |
|                                                          | Stornarella Di cielo, alla torre esagonale, d'oro, tre lati visibili, priva di merli, murata, finestrata, chiusa di nero, cimata dallo storno, dello stesso, fondata sulla bassa collina tondeggiante, uscente dai fianchi e fondata in punta, di verde; essa collina caricata da due buoi d'argento, il bue a destra rivoltato, quello a sinistra riposante e con la testa di fronte. Ornamenti esteriori da Comune. D.P.R. del 26 giugno 2008 Gonfalone: drappo di bianco con la bordatura di azzurro… |                                                                                          |
|                                                          | Torremaggiore D.P.R. del 7 aprile 1951 Gonfalone: drappo di bianco… D.P.R. del 16 ottobre 1952 |                                                                                          |
|                                                          | Troia Scudo, in campo azzurro, contenente un vaso panciuto in oro, cimato da cinque serpenti d'argento, linguati ed allumati di rosso, ondeggianti in palo, moventi dalla imboccatura del vaso, due a destra con la testa volta verso destra, due a sinistra con la testa volta verso sinistra, uno centrale con la testa volta verso sinistra, decorato in fascia di foglie di alloro, il tutto sormontato da una corona in oro a cinque torri e dalla sovrastante scritta Città di Troia. Gonfalone: Drappo in campo rosso, riccamente ornato di ricami d'oro e caricato dallo stemma comunale, con la iscrizione centrata d'oro, recante la denominazione della città. Le parti di metallo ed i cordoni sono dorati. L'asta verticale è ricoperta di velluto rosso con bullette dorate poste a spirale. Nella freccia è rappresentato lo stemma della città e sul gambo inciso il nome. La cravatta è formata di nastri tricolorati dai colori nazionali frangiati di oro. |                                                                                          |
|                                                          | Vico del Gargano |                                                                                          |
|                                                          | Vieste D'azzurro, al leone impugnante con la zampa destra uno spadino, calpestante un arco posto in banda ed una freccia posta in sbarra decussati, accompagnato nel cantone destro del capo da una stella a sei raggi, il tutto d'oro; alla filiera dello stesso. Ornamenti esteriori da Città. Gonfalone: drappo d’azzurro… D.P.R. del 13 febbraio 2020 |                                                                                          |
|                                                          | Volturara Appula |                                                                                          |
|                                                          | Volturino Gonfalone: drappo di bianco… |                                                                                          |
|                                                          | Zapponeta Gonfalone: drappo di azzurro… |                                                                                          |